# یواس‌اس چیپوا (۱۸۱۵)
یواس‌اس چیپوا (۱۸۱۵) (به انگلیسی: USS Chippewa (1815)) یک کشتی بود که طول آن ۱۰۸ فوت (۳۳ متر) بود. این کشتی در سال ۱۸۱۵ ساخته شد.